# Toshihiro Yoshimura
Pour les articles homonymes, voir Yoshimura.
Toshihiro Yoshimura (吉村 寿洋, Yoshimura Toshihiro) est un footballeur japonais né le 28 juin 1971.